# ジョージ・エドワード・コケイン
ジョージ・エドワード・コケイン（英語: George Edward Cokayne FSA、1825年4月29日 - 1911年8月6日）はイギリスの系譜学者、紋章院付紋章官、クラレンス統括紋章官。『完全貴族名鑑』や『完全準男爵名鑑』の執筆を手がけた。

## 生涯

コケインの紋章。

ウィリアム・アダムズ（William Adams、1771/2年1月13日 - 1851年6月11日）とメアリー・アン・コケイン（Mary Anne Cokayne、1781年12月11日 - 1873年6月16日、第5代カレン子爵の孫娘）との長男としてロンドン、ラッセル・スクウェアに生まれた。出生当時の名は「ジョージ・エドワード・アダムス」であったが、母の要望により1873年に勅許を得て、母方の姓『コケイン(Cokayne)』に改姓している。
オックスフォード大学エクセター・カレッジに学んで、1848年に学士、ついで1852年には修士課程を修了した。あわせて1850年にリンカーン法曹院に就学して、1853年に法曹資格を得ている。
卒業後は紋章官としての道を選び、1859年に紋章院に入った。同年にルージュ・ドラゴン紋章官補に就いたのち、1870年にランカスター紋章官に進んだ。ガーター勲章使節団随行員として、1865年にポルトガル、1867年にロシア、翌年にはイタリア、さらに1881年から翌年にかけてスペイン及びザクセンに派遣された。同年にノロイ統括紋章官に昇進、1894年にはクラレンス統括紋章官に昇り、その死まで同職にあった。
コケインは英国の世俗貴族を総説する完全貴族名鑑を執筆して、1887年から1898年の間に全8巻を上梓した。また、死の前年に改訂版を出版している。
1911年にサリー州ローハンプトンにある自邸で亡くなったのち、プットニー・ヴェイルに埋葬された。

## 家族
1856年にメアリー・ドロシア・ギブス（Mary Dorothea Gibbs）と結婚して、8人の子供をもうけた。
- ブランシェ・ドロシア・コケイン（1858年6月27日 - 1883年9月17日）
- キャロライン・ルイーザ・コケイン（1859年7月20日 - 1929年9月4日）
- ボーレース・ワーレン・コケイン（1860年8月3日 - 1875年3月14日）
- メアリー・ベアトリス・ジョージアナ・アダムズ（1861年12月11日 - 1862年10月23日）
- シルヴィア・ベアトリス・コケイン（1863年5月18日 - 1940年8月21日）
- ブライエン・イベリカン・コケイン（英語版）（1864年7月12日 - 1932年11月3日） - 初代アシュボーンのカレン男爵。イングランド銀行総裁。
- モートン・ウィロビー・コケイン（1866年10月11日 - 1894年11月8日）
- フランシス・ステュアート・コケイン（1871年8月7日 - 1945年3月31日）

### 註釈
1. ↑  ノロイ統括紋章官はトレント川以北の、クラレンス統括紋章官は同川以南の紋章を各々管轄する紋章官上級職[5]。